# Marina Chapman
Pour les articles homonymes, voir Chapman.
Marina Chapman, née en 1950 à Bradford en Angleterre, est une femme qui aurait vécu durant 5 ans (de 5 à 10 ans) parmi des singes Cebus après son enlèvement puis abandon en forêt colombienne dans les années 1950. Elle habite aujourd'hui à Bradford et est mère d'une fille. 
Cette histoire a été très controversée par de nombreux scientifiques, ainsi, des tests ont été faits sur Marina Chapman pour déterminer la véracité de ses propos. Notamment à propos des lignes de Harris retrouvées sur ses os (zones sur lesquelles la densité osseuse est supérieure au reste de l'os à cause du stress de l'os, visibles par rayon X) qui sont permanentes, peuvent être datées, et signifient une carence alimentaire.